# Hugo de Rouergue
Hugo (fallecido en 1054) fue el conde de Rouergue y Gévaudan desde 1008 hasta su muerte. Era el hijo y sucesor de Raimundo III y heredó la soberanía de los condados vecinos (Agde, Béziers, Uzès) y sobre Narbona.
En 1016, Hugo vendió sus derechos sobre la archidiócesis de Narbona.  En 1035, vendió ciertas tierras alodiales a su vizconde, Berengario.  En enero de 1051, Hugo donó la iglesia de Tribons a la abadía de Conques en beneficio del alma de su padre. Se casó con Fides (también Fe o Foy), hija de Wifredo II de Cerdaña, a quien había vendido la archidiócesis en 1016. Tuvieron dos hijas, la mayor de las cuales, Berta, heredó Rouergue y Gévaudan, pero perdió la soberanía sobre los otros territorios en favor de Guillermo IV de Tolosa.  Se casó con Roberto II de Auvernia mientras que su hermana menor, Fides, se casó con Bernardo, vizconde de Narbona.